# Altgens 6
Altgens 6 или Altgens #6 (Олтженс № 6) — условное название одной из самых чётких и информативных фотографий, сделанных 22 ноября 1963 года в Далласе во время покушения на президента США Джона Кеннеди. Автор снимка — известный американский фотожурналист, сотрудник Ассошиэйтед Пресс Джеймс «Айк» Олтдженс. Это шестой по счету снимок из серии, сделанной Олтженсом на месте убийства Кеннеди. На нём запечатлён президентский автомобиль на Элм-стрит в момент, когда Кеннеди уже получил первую рану. Момент съёмки соответствует 255-му кадру фильма Запрудера.

## Снимок

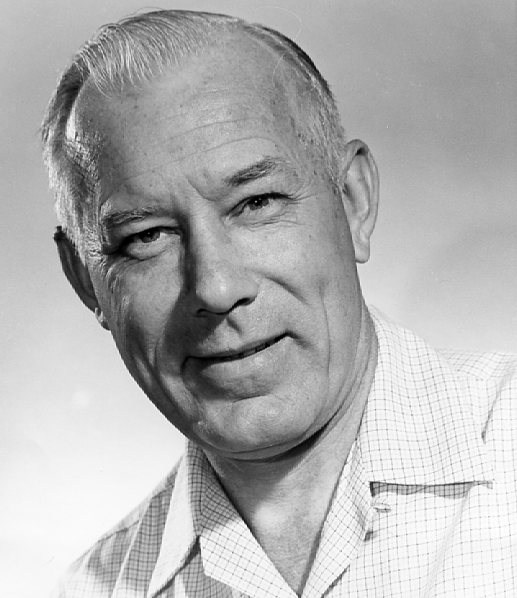
Айк Олтженс в 1970 г.

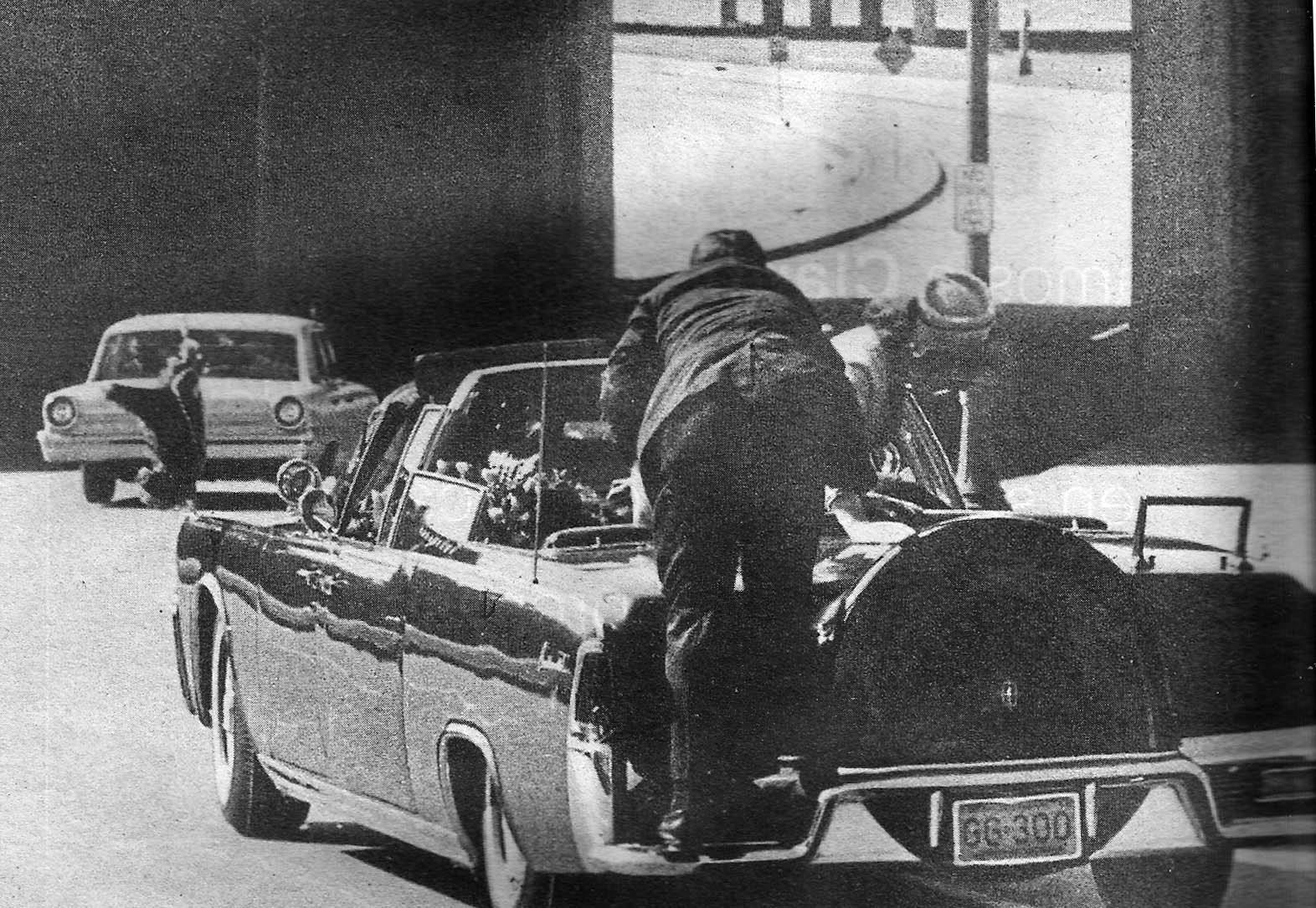
Altgens 7, следующий снимок в серии

22 ноября 1963 года Айк Олтженс не должен был работать «в поле», была его очередь дежурить в далласском офисе Ассошиэйтед Пресс в качестве бильдредактора. Тем не менее он решил выйти на Дили-плаза и встретить там президентский кортеж. С собой он взял не служебную фотокамеру с мотором, а свои собственные фотоаппарат и оптику. Сначала Олтженс хотел снимать с железнодорожного виадука, пересекающего Элм-стрит, откуда открывался хороший обзор. Но его попросили уйти полицейские: виадук оказался частной территорией. Тогда Олтженс спустился на обочину южной стороны Элм-стрит напротив колоннады. Когда Олтженс делал снимки движущегося перед ним президентского лимузина, он услышал звуки, которые показались ему треском петард, но ничего не заподозрил. Олтженс сделал шесть снимков и приготовился снимать дальше, и в этот момент увидел, как голова Джона Кеннеди «взорвалась». Изумленный Олтженс не смог нажать на спуск фотокамеры, и свой седьмой снимок сделал вслед уже разгоняющемуся лимузину.
Шестое по счету фото, сделанное Олтженсом на Дили-Плаза в Далласе, снято в момент, когда президентская машина прошла поворот и миновала ворота книгохранилища. По крайней мере один выстрел к этому времени уже произошел. В кадр попали открытый темно-синий «линкольн» президента, сопровождающие его мотоциклисты далласской полиции, открытый черный «кадиллак» с внешними подножками охраны президента («Куин Мэри», как называли эту машину между собой сотрудники Секретной службы), открытый серый «линкольн» вице-президента и жёлтый седан «форд» охраны вице-президента; видна толпа людей на тротуаре у книгохранилища, и часть здания «Даллас Тексас билдинг» («Дал-Текс») с наружной пожарной лестницей (первые три этажа) на заднем плане. Расстояние между фотографом и президентской машиной в момент съемки было около 20 метров (60 футов).
Сквозь лобовое стекло президентского автомобиля видны лица сидящих впереди агентов Секретной службы Уильяма Грира (за рулем) и Роя Келлермана — они явно еще не поняли, что происходит. Между тем губернатор Техаса Коннали, сидящий позади Келлермана, неестественно повернулся вправо (он уже ранен), а на заднем сиденье Жаклин Кеннеди рукой в белой перчатке придерживает мужа под левый локоть. Лица Джона Кеннеди почти не видно, оно загорожено зеркалом заднего вида, но заметно, что он наклонил голову вперед — он тоже ранен.
На борту «Куин Мэри» охранники уже заметили неладное: стоящие на правой подножке агенты Джон Риди и Пол Лэндис разом обернулись назад через правое плечо; водитель агент Сэм Кинни и стоящий рядом с ним агент Клинтон Хилл смотрят в сторону салона президентской машины. Через короткое время Хилл бросится догонять машину президента и заберется на ее багажник, чтобы закрыть президентскую чету от огня (этот момент и запечатлен на следующем снимке Олтженса, «Altgens 7»). На супругов Кеннеди тревожно смотрят и оба мотоциклиста, едущие слева по ходу кортежа — Харгис и Мартин. Один из мотоциклистов справа (Чейни) оглядывается через левое плечо, крайний правый (Джексон) в кадр не попал.
В машине вице-президента хорошо видны улыбающиеся конгрессмен Ярборо и Леди Бёрд Джонсон. Лица самого вице-президента Линдона Джонсона и его охранника агента Янгблада скрыты тенью.
В машине охраны вице-президента что-то происходит: левая задняя дверь приоткрыта, агент Джонс только что покинул машину.
Большинство людей на тротуаре позади кортежа спокойно и с улыбкой смотрят на своего президента, но некоторые повернулись в сторону «Дал-Текс».

## Версии и теории
Снимок Олтженса, как и другие фотокиноматериалы с места убийства, дает пищу для разнообразных предположений не в пользу официальной версии убийства Джона Кеннеди. Высказываются даже мнения, что снимок опубликован в неполном виде, отретуширован или даже фальсифицирован — составлен из фрагментов нескольких фотографий. Оспаривается также время снимка: есть предположение, что он не соответствует 255-му кадру фильма Запрудера, а сделан несколько раньше.

### Версия Спрага
Ричард Спраг, который в рамках расследования Джима Гаррисона проводил экспертное исследование всех фотокиносъемок с места происшествия, обнаружил на фото Олтженса подтверждение своей теории, что стрелков было несколько и один из них находился на втором этаже «Дал-Текс». Об этом говорит направление взгляда нескольких зевак, которые не смотрят в сторону кортежа. Все они обернулись в сторону «Дал-Текс», и никто не обернулся в сторону книгохранилища, откуда по официальной версии стрелял Освальд. Кроме того, человек на пожарной лестнице «Дал-Текс», на уровне второго этажа, насколько можно разглядеть на снимке Олтженса, едва не свалился вниз — вероятно, напуганный близким выстрелом. По Спрагу, на момент съемки Кеннеди ранен уже дважды (первым выстрелом спереди-справа из-за колоннады и вторым сзади, из «Дал-Текс»), а в Коннали только что попала третья пуля — с шестого этажа книгохранилища.

### Версия об алиби Освальда

Положение Освальда и Лавледи в воротах по версии сторонников невиновности Освальда

Другая конспирологическая теория, которую муссируют до сих пор, состоит в том, что на снимке Олтженса виден Освальд. Он наблюдает за кортежем из ворот книгохранилища, и, таким образом, никак не может быть виновен в убийстве. Официально установлено, что человек на снимке, скорее всего, не Освальд, а другой сотрудник книгохранилища, Билли Лавледи, несколько похожий лицом на Освальда. Но сторонники алиби Освальда настаивают, что расцветка рубашки человека у ворот намного больше напоминает одежду Освальда, чем Лавледи в тот день, а настоящий Лавледи на снимке стоит правее Освальда.

### Версия о Грире-убийце
Одна из самых фантастических теорий покушения гласит, что Кеннеди и Коннали расстрелял из короткоствольного оружия агент Секретной службы Уильям Грир, который вёл президентскую машину. Утверждается, что именно на Altgens 6 можно разглядеть, что Грир держит в руке револьвер.

## Технические сведения
В Далласе Олтженс пользовался 35-мм зеркальным фотоаппаратом Nikkorex F, объективом с фокусным расстоянием 105 мм и чёрно-белой негативной плёнкой Kodak Tri-X pan.